# Єпархія Адріане

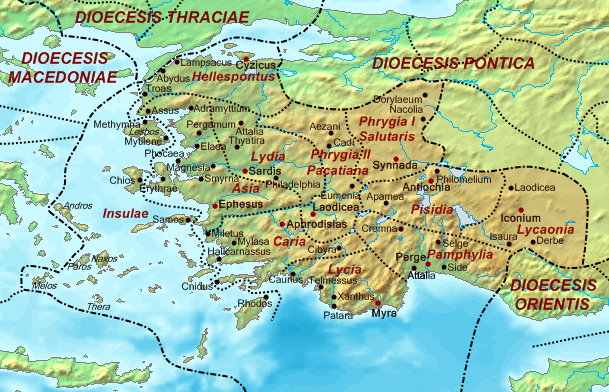
Карта цивільного діоцезу Азія (V століття)

Єпархія Адріане (лат. Dioecesis Hadrianopolitana) — колишня християнська єпархія, сьогодні — титулярна єпархія Католицької Церкви.

## Історія
Адріане — єпископський престол, що належав до митрополії Перге Константинопольського патріархату. Розташований був у римській провінції Памфілія цивільного діоцезу Азія (сьогодні — територія Туреччини).
Відомі імена чотирьох єпископів цієї єпархії. Мікк у 458 році підписав листа єпископів провінції Памфілія до імператора Льва I у зв'язку з убивством олександрійського патріарха Протерія. Йоан брав участь у Трульському соборі 692 року. Констанцій був учасником II Нікейського собору 787 року. Софроній брав участь у Константинопольському соборі 879 року, який реабілітував Константинопольського патріарха Фотія.
Сьогодні Адріане є титулярною єпархією Католицької Церкви. Титулярним єпископом Адріане є колишній єпископ-помічник Донецько-Харківського екзархату УГКЦ Василій Медвіт, ЧСВВ.

## Єпископи
- Мікк † (згадується в 458)
- Йоан † (згадується в 692)
- Констанцій (або Константин) † (згадується в 787)
- Софроній † (згадується в 879)

## Титулярні єпископи
- Едмунд Новіцький † (26 квітня 1951 — 1 грудня 1956 призначений титулярним єпископом Тугги)
- Анджело Прінетто † (18 жовтня 1961 — 29 травня 1993 помер)
- Василій Медвіт (з 30 березня 1994)